# Bâillon (objet)
Pour les articles homonymes, voir Bâillon.
Un bâillon est un objet destiné à empêcher un individu de parler,. Cet objectif est généralement atteint soit en bloquant la bouche en totalité ou en partie, soit en empêchant les mouvements de la langue, des lèvres ou de la mâchoire nécessaires à la parole. Bien qu'il ne ferme pas le nez, un bâillon peut fortement affecter la respiration de l'individu qui le porte.
Le ruban adhésif peut être utilisé pour bâillonner quelqu'un s'il est assez large (5 centimètres), et fait plusieurs fois le tour de la tête, très tendu, en passant par la nuque. Les cheveux peuvent être relevés, coupés, tondus ou rasés au préalable.
Certains objets de la vie courante sont utilisés comme bâillon. Par exemple : foulard, serviette, torchon, chaussette, culotte, soutien-gorge.
Le bâillon muselière est un bâillon en cuir ; c'est un modèle avec une boule attachée à une plateforme en cuir qui sera mis sur la bouche. Il s'attache grâce à des sangles passant par-dessus la tête et en dessous du menton. Il a pour but de réduire la parole le plus possible.
Un mors, un morceau de bois, de fer, etc., qu’on met de force entre les mâchoires d’une personne peut l’empêcher de parler ou de crier.
Lors d'un enlèvement, rapt, ravissement ou kidnapping, la victime est souvent bâillonnée.

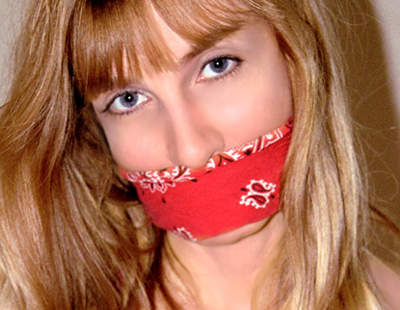
Bâillon en tissus.
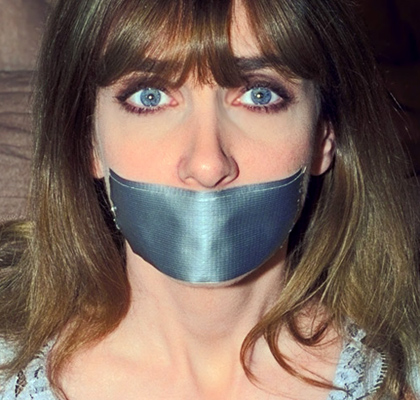
Bâillon en ruban adhésif.
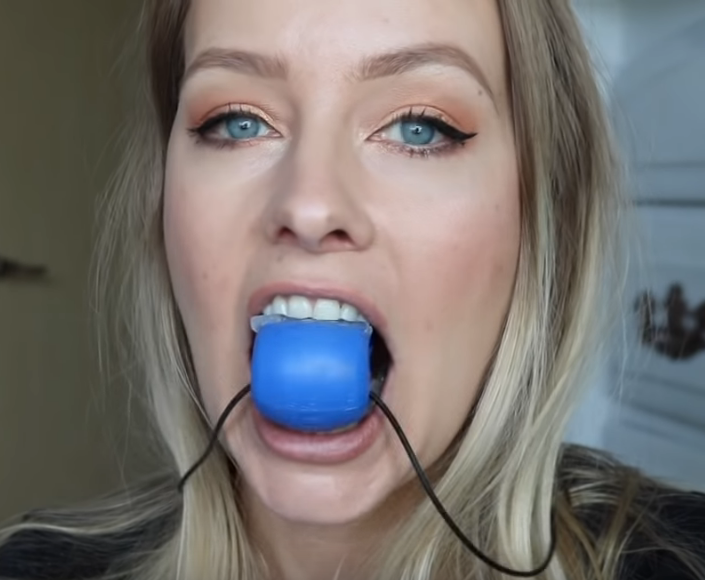
Bâillon-boule en caoutchouc.
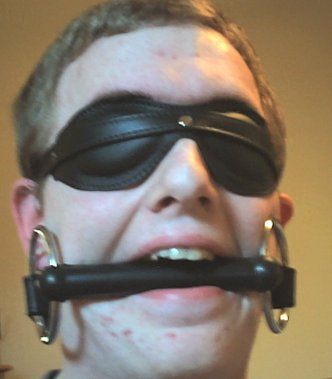
Bâillon mors.